# Napóleon-tételek

A külső Napóleon-háromszög (zölddel)

A Napóleon-tételek a háromszögek oldalaira emelt szabályos háromszögek tulajdonságaihoz kapcsolódnak. Egy ABC háromszögnek az oldalaira kétféleképpen emelhetünk szabályos háromszöget. Kifelé, amikor a szabályos háromszögnek és az eredeti háromszögnek nincs közös belső pontja, azaz a közös oldalon kívül nincsenek közös pontjaik. Befelé, amikor a szabályos háromszögnek és az eredeti háromszögnek a közös oldalon kívül vannak még közös pontjaik. Mindkét esetben az eredeti háromszög oldalaira emelt szabályos háromszögek középpontjai szabályos háromszöget adnak, amit Napóleon-háromszögnek nevezünk.

## A külső Napóleon-háromszögre vonatkozó tétel
Ha az ABC háromszög oldalaira kifelé emelünk egy-egy szabályos háromszöget, akkor e szabályos háromszögek középpontjai mindig szabályos háromszöget alkotnak. Ezt a szabályos háromszöget az eredeti háromszöghöz tartozó külső Napóleon-háromszögnek nevezzük.

## A belső Napóleon-háromszögre vonatkozó tétel
Ha az ABC nem egyenlő oldalú háromszög oldalaira befelé emelünk egy-egy szabályos háromszöget, akkor e szabályos háromszögek középpontjai mindig szabályos háromszöget alkotnak. (Ha az ABC háromszög egyenlő oldalú, akkor az oldalaira befelé szerkesztett szabályos háromszögek középpontjai egy pontba esnek és nem alkotnak háromszöget.) Ezt a szabályos háromszöget az eredeti háromszöghöz tartozó belső Napóleon-háromszögnek nevezzük.

## A külső és a belső Napóleon-háromszög területére vonatkozó tétel
Tekintsük egy háromszög külső és belső Napóleon-háromszögének területét. A háromszöghöz tartozó külső és belső Napóleon-háromszög területének különbsége egyenlő az eredeti háromszög területével. Egyenlő oldalú ABC háromszög külső Napóleon-háromszöge egybevágó az eredeti ABC háromszöggel, azaz azzal egyenlő területű, a belső Napóleon háromszög pedig egy ponttá fajult, vagyis területe 0, tehát az egyenlő oldalú háromszögre is érvényes a Napóleon háromszögek területére vonatkozó tétel.

## A tételek története
E három tétel, a hagyomány szerint, Bonaparte Napóleon nevéhez fűződik, mivel ismert tény, hogy kitűnő matematikai képességei voltak. Minthogy tüzértisztből lett hadvezér, valamint jó sakkozó hírében is állt, s mert a hadvezetésben is rendkívüli képességekről tett tanúbizonyságot, a tudománytörténészek egy része elfogadja, hogy ő lehetett e tételek fölismerője és kimondója, mások azonban ezt kétségbe vonják.